# Züscher Hammer

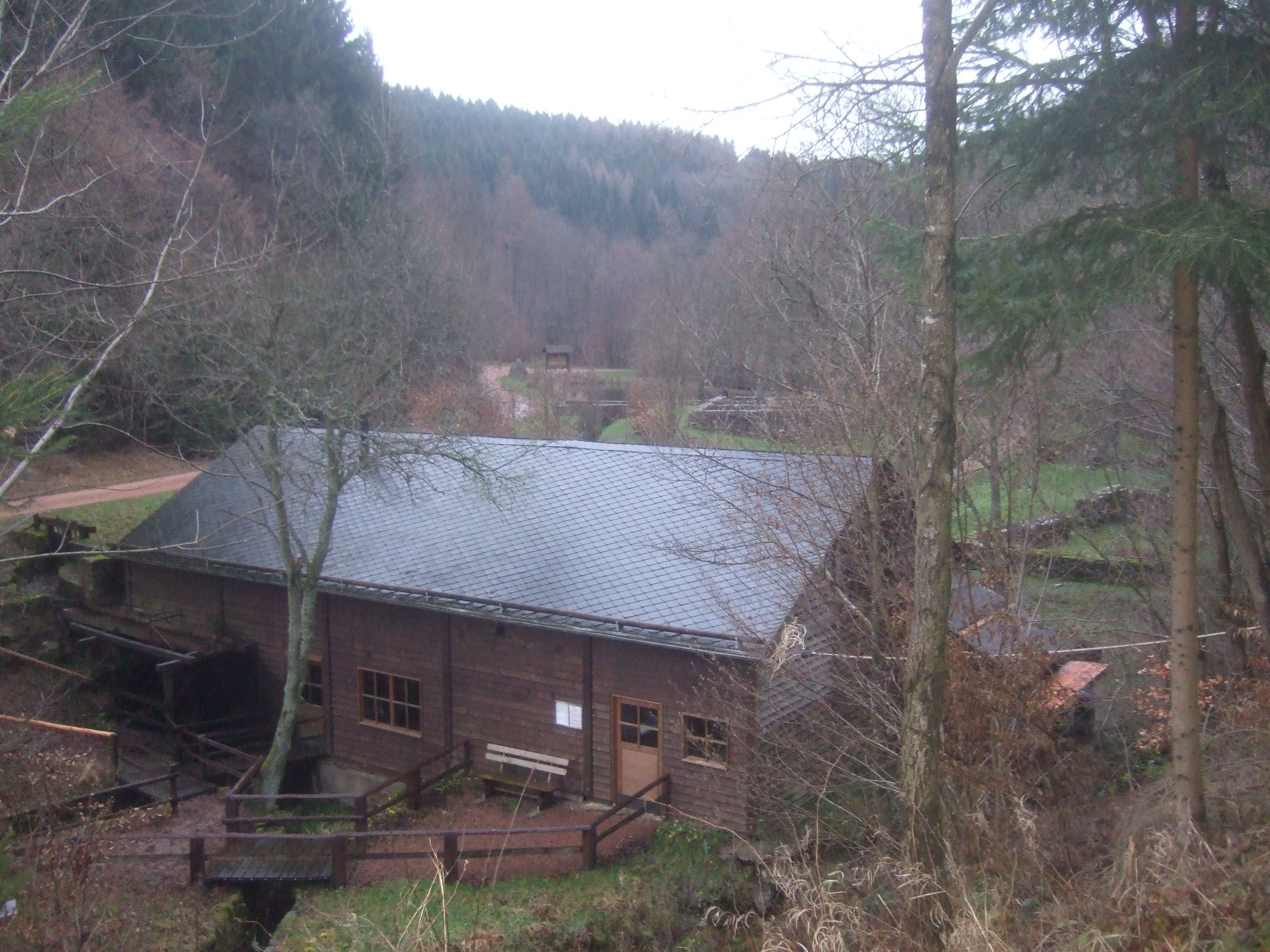
Züscher Hammer

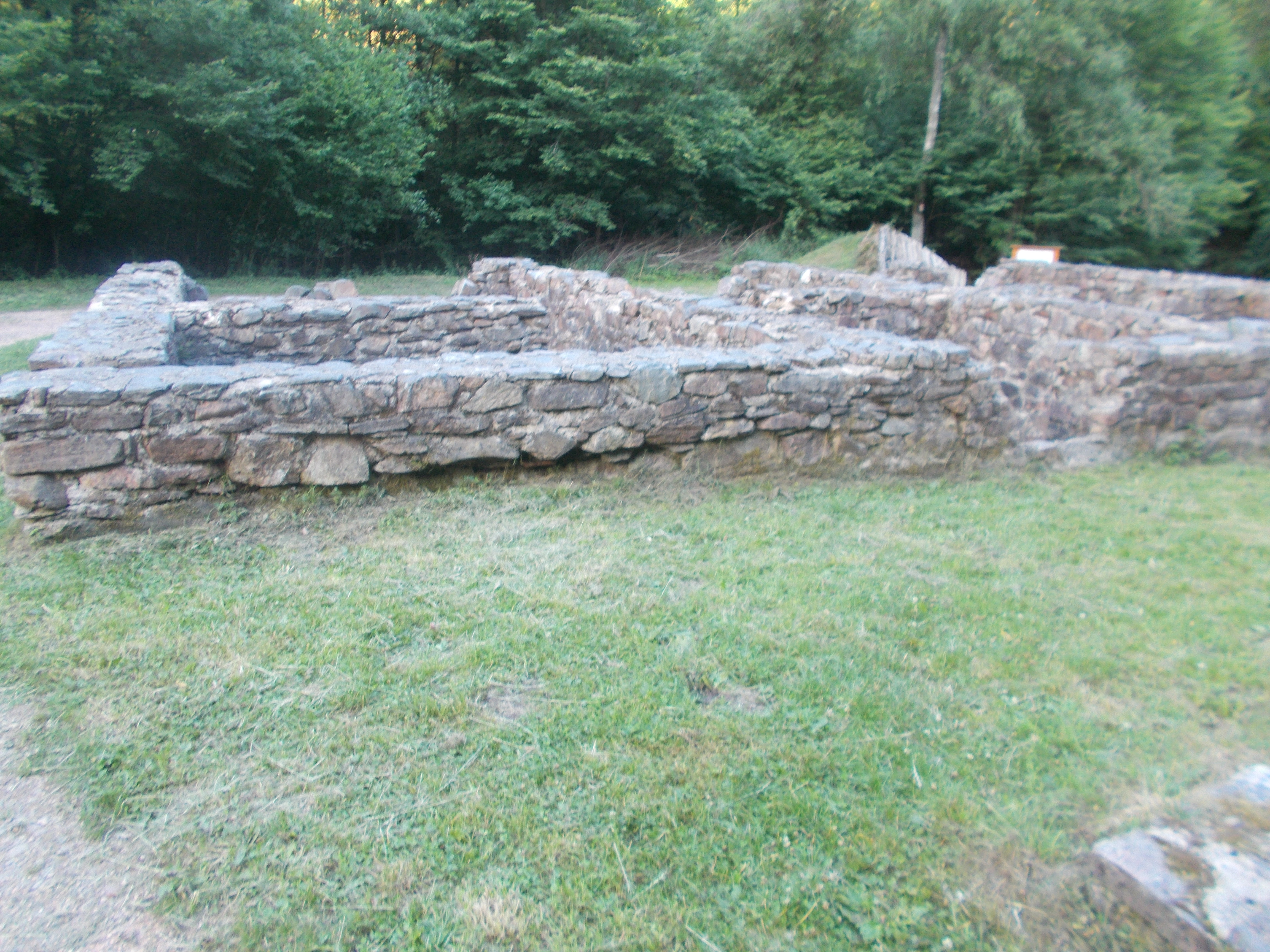
Ruine eines Verwaltungsgebäudes

Der Züscher Hammer ist ein Industriedenkmal aus dem 17. Jahrhundert in der rheinland-pfälzischen Gemeinde Züsch in der Verbandsgemeinde Hermeskeil. Es handelt sich um ein ehemaliges Hüttenwerk, das bis Mitte des 19. Jahrhunderts in Betrieb war und von dem noch einige Grundmauern und das Hammerwerk erhalten geblieben sind. Die Anlage steht unter Denkmalschutz.

## Geschichte
Das Hammerwerk oder eine vergleichbare Anlage im Altbachtal bei Züsch wurden erstmals 1222 erwähnt. Um 1300 befanden sich hier auch eine Schmiede und ein Pochwerk.
Das Hammerwerk entstand 1697. Doch erst ab 1806 boomte das Werk aufgrund der Kontinentalsperre unter Napoleon. 1869 wurde das Werk als eines der letzten Hammerwerke im Hochwald geschlossen.
Bei der Teilung der Hinteren Grafschaft Sponheim fiel Züsch 1776 an die Markgrafschaft Baden-Durlach. Unter Führung der Markgrafen wurde 1736 die Eisenindustrie im Hochwald wiederbelebt. Damals beauftragte der Vogt Friedrich Christoph den Trierer Hüttenmeister Leopold Choisy, am alten Hammerplatz unter der Schmelz einen neuen Hammer zu bauen. 1771 wurde von Johann Adam Wetzlar auf dem Gelände eine Mühle in Betrieb genommen. Die für die Hochöfen benötigte Holzkohle wurde von Köhlern aus dem Holz der Region hergestellt und geliefert.
Der 1789 in Betrieb genommene Hochofen im Hüttenwerk war bis 1804/05 in Betrieb. Das Personal bestand aus acht Arbeitern, von denen 1821 nur noch die Hälfte tätig war. 1817 fiel Züsch mitsamt dem Hammerwerk schließlich an Preußen (Rheinprovinz). Zu dieser Zeit wurde am Hammer Schmiedeeisen hergestellt. Um 1830 wurden hier Reck-, Stab-, Nagel- und Reifeisen produziert. Zwischen 1832 und 1836 ging das Hammerwerk an die Firma Gottbill aus Trier; Richard Gottbill kaufte es für 12.000 Thaler. Nach nur knapp 30 Jahren wurde die Anlage aber als unrentabel eingestuft und stillgelegt, woraufhin die Gebäude verfielen.
Eine 1973 vorgenommene Begehung und Kartenaufnahme der alten Eisenwerksanlagen waren die Voraussetzung für die zehn Jahre später begonnene Freilegung und Sicherung im Rahmen von Arbeitsbeschaffungsmaßnahmen. In den Jahren 1982 und 1983 wurden die Grundmauern ehemaliger Hammeranlagen freigelegt, vermessen und teilweise konserviert.
Die Anlage ist heute soweit funktional, dass Besucher den Betrieb sehr gut nachvollziehen können. Für authentische Aktion fehlt allerdings noch eine richtige Schabotte (der „Amboss“). Heute kümmert sich der 'Förderverein Züscher Hammer' um die Anlage. Jeden ersten Sonntag im Monat finden auch Vorführungen der Mechanik des Hammerwerks statt.